# Union Grove (Alabama)
Union Grove – miasto w Stanach Zjednoczonych, w stanie Alabama, w hrabstwie Marshall. W roku 2023 miasto zamieszkiwało 71 osób, a gęstość zaludnienia wynosiła 47,3 osoby/km².